# 猿屋ハチ
猿屋 ハチ（さるや ハチ）は、日本の漫画家。

## 作品リスト

### 連載
- 三連アルチザン（『恋せよ少年〜たとえ大人でも〜』vol.1[1] - vol.7[2]、『adoucir』vol.1[3] - vol.7[4]、『Blife』vol.1[5] - vol.4[6]、『ストラーダ』vol.17[7] - vol.21[8]）

### 読み切り
- タイトル不明（『グランドライン 21 ワンピースコミックアンソロジー』2003年[9]）
- タイトル不明（『海賊×LIFE』2010年[10]）
- タイトル不明（『Z×S ギアサード オンリーカップリング同人誌アンソロジー』2010年[11]）

### 書籍
- 『AP THE BEST—ハチ丸編—』ハイランド、全3巻
  1. 2003年10月、ISBN 4-89486-296-4
  2. 2004年9月、ISBN 4-89486-362-6
  3. 2005年12月、ISBN 4-89486-400-2
- 『猿屋ハチ version S×Z』ブライト出版、2007年12月、ISBN 978-4-900227-08-8
- 『猿屋ハチ version Z×S』ブライト出版、2007年12月、ISBN 978-4-900227-07-1
- 『猿屋ハチversion Non-Coupling-』ブライト出版、2009年10月、ISBN 978-4-861233-36-4
- 『ゾロサンRomantic Cruise』メディアックス、2011年1月、ISBN 978-4-86201-753-6
- 『ゾロサンromantic ocean』三交社、2012年2月、ISBN 978-4-87919-900-3
- 『三連アルチザン Les Trois Artisans』ブライト出版〈K-BookComics〉、既刊1巻（2013年5月20日現在）
  1. 2013年5月、ISBN 978-4-861232-87-9

  - （新装版）道玄坂書房〈MIKE+comics〉、既刊2巻（2018年1月23日現在）
    1. 2018年1月、ISBN 978-4-86625-036-6
    2. 2018年1月、ISBN 978-4-86625-037-3

### その他
- 『コミックマーケット80』カタログ表紙（2011年）[12]